# Fricson George
Fricson Vinicio George (Esmeraldas, 16 september 1974) is een voormalig profvoetballer uit Ecuador, die speelde als verdediger gedurende zijn actieve loopbaan.

## Clubcarrière
George begon zijn profcarrière bij Club Deportivo Filanbanco. Daarna speelde hij onder meer voor Santos FC, Barcelona SC en Club Deportivo El Nacional. Hij beëindigde zijn loopbaan in 2011. Cagua werd met tweemaal landskampioen van zijn vaderland Ecuador.

## Interlandcarrière
George speelde in totaal achttien interlands voor Ecuador. Onder leiding van bondscoach Carlos Sevilla maakte hij zijn debuut op 15 juni 1999 in een vriendschappelijke wedstrijd in San Cristóbal tegen Venezuela (3-2). Hij nam met zijn vaderland deel aan de strijd om de Copa América in Paraguay.
| Interlands van Fricson George voor Ecuador | Interlands van Fricson George voor Ecuador | Interlands van Fricson George voor Ecuador | Interlands van Fricson George voor Ecuador | Interlands van Fricson George voor Ecuador | Interlands van Fricson George voor Ecuador |
| №                                          | Datum                                      | Wedstrijd                                  | Uitslag                                    | Competitie                                 | Goals                                      |
| ------------------------------------------ | ------------------------------------------ | ------------------------------------------ | ------------------------------------------ | ------------------------------------------ | ------------------------------------------ |
| 1                                          | 15 juni 1999                               | Venezuela – Ecuador                        | 3 – 2                                      | Vriendschappelijk                          | 0                                          |
| 2                                          | 22 juni 1999                               | Chili – Ecuador                            | 0 – 0                                      | Vriendschappelijk                          | 0                                          |
| 3                                          | 2 juli 1999                                | Argentinië – Ecuador                       | 3 – 1                                      | Copa América                               | 0                                          |
| 4                                          | 4 juli 1999                                | Uruguay – Ecuador                          | 2 – 1                                      | Copa América                               | 0                                          |
| 5                                          | 9 februari 2003                            | Ecuador – Estland                          | 1 – 0                                      | Vriendschappelijk                          | 0                                          |
| 6                                          | 12 februari 2003                           | Ecuador – Estland                          | 2 – 1                                      | Vriendschappelijk                          | 0                                          |
| 7                                          | 30 april 2003                              | Spanje – Ecuador                           | 4 – 0                                      | Vriendschappelijk                          | 0                                          |
| 8                                          | 8 juni 2003                                | Colombia – Ecuador                         | 0 – 0                                      | Vriendschappelijk                          | 0                                          |
| 9                                          | 11 juni 2003                               | Ecuador – Peru                             | 2 – 2                                      | Vriendschappelijk                          | 0                                          |
| 10                                         | 20 augustus 2003                           | Ecuador – Guatemala                        | 2 – 0                                      | Vriendschappelijk                          | 0                                          |
| 11                                         | 26 januari 2005                            | Ecuador – Panama                           | 2 – 0                                      | Vriendschappelijk                          | 0                                          |
| 12                                         | 29 januari 2005                            | Ecuador – Panama                           | 2 – 0                                      | Vriendschappelijk                          | 0                                          |
| 13                                         | 9 februari 2005                            | Chili – Ecuador                            | 3 – 0                                      | Vriendschappelijk                          | 0                                          |
| 14                                         | 13 november 2005                           | Polen – Ecuador                            | 3 – 0                                      | Vriendschappelijk                          | 0                                          |
| 15                                         | 27 december 2005                           | Senegal – Ecuador                          | 2 – 1                                      | Vriendschappelijk                          | 0                                          |
| 16                                         | 30 maart 2006                              | Japan – Ecuador                            | 1 – 0                                      | Vriendschappelijk                          | 0                                          |
| 17                                         | 18 januari 2007                            | Ecuador – Zweden                           | 2 – 1                                      | Vriendschappelijk                          | 0                                          |
| 18                                         | 21 januari 2007                            | Ecuador – Zweden                           | 1 – 1                                      | Vriendschappelijk                          | 0                                          |

## Erelijst
Barcelona SC
- Campeonato Ecuatoriano

1995, 1997